# Моцпан, Анатолий Фёдорович
Анатолий Фёдорович Моцпан (укр. Анатолій Федорович Моцпан; род. 10 декабря 1945 года, Скалевая, Кировоградская область) — украинский государственный деятель, депутат Верховной рады Украины II созыва (1994—1998).

## Биография
Родился 10 декабря 1945 года в селе Скалевая Новоархангельского района Кировоградской области Украинской ССР.
В 1962 году поступил на исторический факультет Донецкого государственного университета, где учился до 1964 года, затем с 1964 по 1967 год проходил службу в Советской армии, в 1970 году окончил университет.
С 1970 по 1975 год работал учителем, затем директором Артемёвской восьмилетней школы и Войковской средней школы. С 1975 по 1983 года был инструктором, затем заведующим отделом пропаганды и агитации Амвросиевского районного комитета КП УССР. С 1983 года работал преподавателем в Амвросиевском индустриальном техникуме.
Являлся членом КПСС до июня 1990 года.
На парламентских выборах 1994 года был избран народным депутатом Верховной рады Украины II созыва от Амвросиевского избирательного округа № 146 Донецкой области. В парламенте был членом Комитета по вопросам борьбы с организованной преступностью и коррупцией, входил в состав фракции Социалистической и Селянской партий Украины.
На парламентских выборах 1998 года был кандидатом в народные депутаты Верховной рады Украины III созыва по избирательному округу № 63 Донецкой области, занял 2 место среди 11 кандидатов, избран не был.
На парламентских выборах 2002 года был кандидатом в народные депутаты Верховной рады Украины IV созыва по избирательному округу № 63 Донецкой области, был выдвинут блоком политических партий «Блок Наталии Витренко», получил 3,53 % среди 10 кандидатов, избран не был.